# Kate & Anna McGarrigle
Kate & Anna McGarrigle waren een vocaal duo uit de Franstalige provincie Quebec in Canada. Hun muziek heeft de kenmerken van de Amerikaans-Franse folkmuziek.

## Geschiedenis

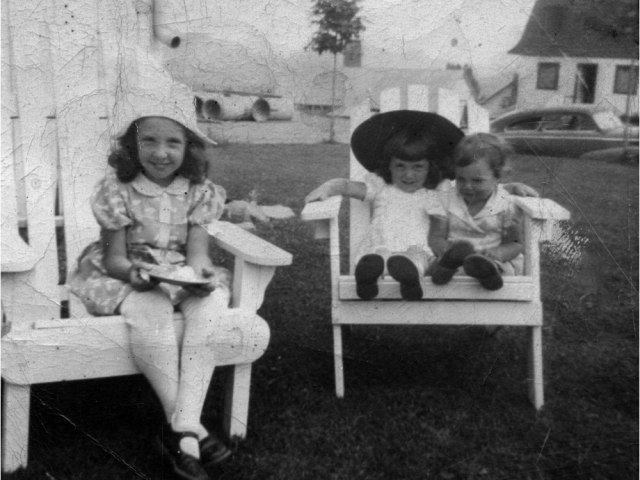
Jane, Anne en Kate McGarrigle in 1948.

Anna McGarrigle (Saint-Sauveur-des-Monts, Quebec, Canada, 4 december 1944) en haar zuster Kate McGarrigle (Saint-Sauveur-des-Monts, 6 februari 1946 - Montreal, 18 januari 2010), werden beroemd om hun eigen muziek en sound. 
Hoewel ze deels Franstalige muziek zongen, zijn ze in Frankrijk onbekend; ze hebben er nooit opgetreden. Het album "French record" werd opgenomen tijdens een periode waarin de roep om een autonome staat Quebec een hoogtepunt kende. Dit was een gebaar van toenadering aan de Franstalige bevolking door een vooral Engelstalige muziekmaatschappij.
In Nederland en Vlaanderen werden de zusters in 1975 bekend met het nummer Complainte pour Ste. Catherine. Inmiddels zijn ook Kates zoon Rufus en dochter Martha Wainwright, met wie het stel eerder een aantal nummers opnam onder de naam 'The McGarrigle Sisters & Family', internationaal doorgebroken. Rufus en Martha zijn kinderen uit het huwelijk tussen Kate en Loudon Wainwright III.
De zussen hebben Nederland vijf keer bezocht voor een concert. In 1976 traden ze op in Eksit in Rotterdam, en in 1977 in de kleine zaal van de Doelen, Paradiso Amsterdam en in Groningen. In 1981 speelden ze opnieuw in de Doelen, ditmaal tijdens het festival Rotterdam Folk '81. In 1996 traden ze op in de Melkweg in Amsterdam (met haar zoon Rufus Wainwright als voorprogramma) en in 2005 stonden ze als onderdeel van het Blue Highways Festival op de planken van het Utrechtse Vredenburg.
In België gaven ze optredens op onder meer het Festival Dranouter, in Brugge en Gent. 
Kate heeft scheikunde gestudeerd op de McGill universiteit. De titel van het nummer van de derde LP Pronto Monto (prends ton manteau = neem uw mantel mee) NaCl (Natrium Chloride) heeft een scheikundig thema.
Op 18 januari 2010 overleed Kate thuis in Montreal, omringd door zussen Jane en Anna en haar kinderen Rufus en Martha Wainwright, aan de gevolgen van sarcoom, een zeldzame vorm van kanker. Kate McGarrigle leed sinds 2006 aan deze kanker. Ze had een stichting opgezet om kankeronderzoek te stimuleren.

## Discografie

### Albums
- 1975 - Kate and Anna McGarrigle
- 1977 - Dancer with Bruised Knees
- 1978 - Pronto Monto
- 1981 - French Record (Entre Lajeunesse et la sagesse)
- 1982 - Love Over and Over
- 1990 - Heartbeats Accelerating
- 1996 - Matapedia
- 1998 - The McGarrigle Hour
- 2003 - La vache qui pleure
- 2005 - The McGarrigle Christmas Hour
- 2011 - Oddities
- 2011 - Tell my sister

### Singles
| Single met eventuele hitnotering(en) in de Nederlandse Top 40 | Datum van verschijnen | Datum van binnenkomst | Hoogste positie | Aantal weken | Opmerkingen |
| ------------------------------------------------------------- | --------------------- | --------------------- | --------------- | ------------ | ----------- |
| Complainte pour Ste. Catherine                                | 1976                  | 13-3-1976             | 17              | 5            | Alarmschijf |

### NPO Radio 2 Top 2000
| Nummer met noteringen in de NPO Radio 2 Top 2000 | '99 | '00 | '01 | '02 | '03 | '04 | '05 | '06 | '07 | '08 | '09  | '10  | '11  | '12  | '13  | '14  | '15  |
| ------------------------------------------------ | --- | --- | --- | --- | --- | --- | --- | --- | --- | --- | ---- | ---- | ---- | ---- | ---- | ---- | ---- |
| Complainte pour Sainte-Catherine                 | 536 | 604 | 504 | 637 | 804 | 612 | 697 | 817 | 670 | 679 | 1427 | 1264 | 1418 | 1527 | 1862 | 1793 | 1550 |

1. ↑  Een vetgedrukt getal geeft de hoogste notering aan.
2. ↑  Deze tabel is bijgewerkt tot en met de laatste editie (2024).